# Winter Heptagon
Winter Heptagon è il diciassettesimo EP del gruppo sudcoreano Got7, pubblicato il 20 gennaio 2025.

## Descrizione
Le prime indiscrezioni su un ritorno dei Got7 sulla scena musicale emergono a marzo 2024, quando BamBam, durante un'intervista per Woody FM, afferma che le canzoni sono pronte, ma che stanno aspettando il ritorno dal servizio militare di Jay B e Jinyoung prima di decidere una data. Il 7 novembre 2024, al completamento degli obblighi di leva, Jinyoung dichiara che sono entrati nella fase preparatoria e che l'intenzione è di pubblicare l'album entro fine anno, prima che anche Youngjae e Yugyeom debbano arruolarsi. Il 30 novembre 2024 la testata Osen riferisce che i Got7 stanno registrando un disco che sarà pubblicato per la fine di gennaio 2025. La conferma viene data da Jay B una settimana dopo al termine della tappa sudcoreana del suo tour solista. Il 20 dicembre Kakao Entertainment annuncia l'uscita dell'EP Winter Heptagon per il 20 gennaio 2025: il progetto arriva a circa tre anni dal disco precedente Got7 e in occasione dell'undicesimo anniversario dal debutto del gruppo.
I membri hanno partecipato alla scrittura dei testi e della musica di tutte le canzoni. Il nome del disco richiama l'asterismo dell'esagono invernale, sei stelle particolarmente visibili in inverno, e vuole richiamare la stagione di debutto dei Got7 e indicare che i membri brillano ancora di più quando sono insieme. Marianna Baroli di Panorama ha identificato il ricordo, la crescita e "la consapevolezza che il tempo cambia tutto, ma non cancella ciò che è reale" come i temi principali.
Python è un brano dalla melodia pop e il beat hip hop che parla di un amore destinato con una persona dalla quale non si può scappare e che "urla angoscia, desiderio e nostalgia", ponendo in contrasto il successo personale e la vulnerabilità nei limiti di una relazione intensa. Il sound è stato descritto da Ize come sofisticato e misterioso, con una consistenza "croccante" e un sapore "aspro e salato" ritrovabili in altre canzoni precedenti del gruppo come Stop Stop It, Girls Girls Girls, A e Just Right. Smooth, primo di tre pezzi scritti interamente in inglese, è una canzone funky e allegra che parla di vivere il momento e lasciarsi trasportare dalla corrente, mentre i testi di Our Youth sono stati scritti pensando al debutto e agli aventi successi da allora: oltre a incoraggiare i membri ad andare avanti restando uniti, contiene riferimenti al gruppo richiamando il motto dei Got7 "Come and get it" e il titolo di uno dei loro EP, 7 for 7 (2017). Remember, d'influenza R&B e hip hop, celebra l'amore puro e duraturo,  e Yugyeom ne ha scritto il testo pensando ai fan e al legame creato con loro come artista in undici anni, mentre Darling è un brano R&B dai toni dolci e romantici. Con Tidal Wave, secondo pezzo in inglese, il gruppo vira sul genere deep house, parlando del desiderio per qualcuno che considera la propria kryptonite, mentre Out the Door, inizialmente una canzone che Mark aveva intenzione di inserire in un suo album solista, è di genere pop punk. Chiudono il disco le ballate Her, che parla di rimpianto e di un amore perduto, e Yours Truly,, un messaggio di gratitudine nei confronti dei fan.

## Accoglienza
Secondo Janice Sim di Vogue Singapore, Winter Heptagon è un disco che mette in mostra tutti i tratti distintivi del gruppo e che permette di cogliere facilmente la tenacia e il fascino di ciascun membro. Rolling Stone India ne ha lodato la versatilità e la diversità musicale data dalla collaborazione dei membri. Per Denver Del Rosario di The Inquirer, Winter Heptagon non ha un suono, né uno stile, unico, ma è una galassia di generi, "una celebrazione dell'evoluzione artistica dei Got7, sia come gruppo di sette che come individui" in cui l'obiettivo non è la coesione, ma dare "l'esempio di ciò che un gruppo può realizzare quando gli viene concesso di possedere il proprio sound".
Il 26 luglio 2025 è stato incluso nella lista di Screen Rant dei migliori 10 album K-pop usciti fino a quel momento.

## Tracce
1. Python – 2:31 (testo: BamBam, Kyle Reynolds, Joopepe, Nick Lee, Jason Fox, Samik "Symphony" Ganguly – musica: BamBam, Kyle Reynolds, Nick Lee, Jason Fox, Samik "Symphony" Ganguly)
2. Smooth – 2:41 (testo: Alexis Andrea Boyd, Sayak Das, Jackson Wang, Louis Bartolini – musica: Louis Bartolini, Sayak Das, Jackson Wang)
3. Our Youth (청춘드라마?, CheongchundeuramaLR; lett. "Dramma adolescenziale") – 2:52 (testo: Ars, Brother Su – musica: Ars, Brother Su, Eniac, Chicok)
4. Remember (기억할거야?, Gi-eokhalgeo-yaLR; lett. "Ricorda") – 2:13 (testo: Yugyeom – musica: Mortal, 4bout, Noisemasterminsu, Yugyeom)
5. Darling – 2:41 (testo: Def. – musica: Def., iHwak, Jay Dope)
6. Tidal Wave – 3:09 (testo: Chris LaRocca, Jordan Cassius Kelman, Kyle Wildfern, Bryan Chong – musica: BamBam, Chris LaRocca, Herag Sanbalian, Bryan Chong)
7. Out the Door – 3:34 (testo: Wesley Feng, Mark Tuan, Fletcher Milloy, Geoffrey Black, Timothy Tandiyo – musica: Wesley Feng, Fletcher Milloy, Timothy Tandiyo, Geoffrey Black, Mark Tuan)
8. Her – 3:56 (testo: Jinyoung – musica: Jinyoung, Distract, 82oom (Papermaker), Noah (Papermaker))
9. Yours Truly, (우리가할수있는말은.?, Urigahalsu-inneunmar-eun.LR; lett. "Tutto quello che possiamo dire") – 3:50 (testo: Got7 – musica: Def., Wuk)

Durata totale: 27:27

## Personale
Gruppo
- Mark – voce, testi (tracce 7, 9), musiche (traccia 7), arrangiamenti (traccia 7), controcanto (traccia 2), direzione voci (traccia 7)
- Jay B (Def.) – voce, testi (tracce 5, 9), musiche (tracce 5, 9), controcanto (tracce 2, 9), direzione voci (tracce 5, 9), direzione registrazione (traccia 9)
- Jackson – voce, testi (tracce 2, 9), musiche (traccia 2), direzione voci (traccia 2), controcanto (traccia 2), direzione registrazione (traccia 2), produzione voci (traccia 2)
- Jinyoung – voce, testi (tracce 8-9), musiche (traccia 8), controcanto (traccia 2), direzione voci (traccia 8)
- Youngjae (Ars) – voce, testi (tracce 2, 9), musiche (traccia 2), controcanto (traccia 2), direzione voci (traccia 3), direzione registrazione (traccia 3)
- BamBam – voce, testi (tracce 1, 9), musiche (tracce 1, 6), arrangiamenti (tracce 1, 6), direzione voci (tracce 1,[1] 6), missaggio (tracce 1, 6), controcanto (traccia 2)
- Yugyeom – voce, testi (tracce 4, 9), musiche (traccia 4), controcanto (traccia 2), direzione voci (traccia 4)

Produzione
- Kyle Reynolds – testi (traccia 1), musiche (traccia 1)
- Joopepe – testi (traccia 1)
- Nick Lee – testi (traccia 1), musiche (traccia 1)
- Jason Fox – testi (traccia 1), musiche (traccia 1)
- Samik "Symphony" Ganguly – testi (traccia 1), musiche (traccia 1)
- Jung Sung-min (Psychotension) – arrangiamenti (tracce 1, 6), editing digitale (tracce 1, 6), missaggio (tracce 1, 6)
- Alexis Andrea Boyd – testi (traccia 2), controcanto (traccia 2)
- Sayak Das – testi (traccia 2), musiche (traccia 2), arrangiamenti (traccia 2), tastiera (traccia 2), chitarra (traccia 2), basso (traccia 2), controcanto (traccia 2)
- Louis Bartolini – testi (traccia 2), musiche (traccia 2), arrangiamenti (traccia 2), batteria (traccia 2), controcanto (traccia 2), editing digitale (traccia 2)
- Brother Su – testi (traccia 3), musiche (traccia 3), direzione voci (traccia 3), controcanto (traccia 3), registrazione (traccia 3), direzione registrazione (traccia 3), editing digitale (traccia 3)
- Eniac – musiche (traccia 3), arrangiamenti (traccia 3), tastiera (traccia 3), sintetizzatore (traccia 3), basso synth (traccia 3), batteria (traccia 3)
- Chicok – musiche (traccia 3), arrangiamenti (traccia 3), tastiera (traccia 3), sintetizzatore (traccia 3), basso synth (traccia 3), batteria (traccia 3)
- Mortal – musiche (traccia 4), arrangiamenti (traccia 4), strumenti (traccia 4)
- 4bout – musiche (traccia 4), direzione voci (traccia 4), editing digitale (traccia 4)
- Noisemasterminsu – musiche (traccia 4)
- iHwak – musiche (traccia 5), controcanto (traccia 5)
- Jay Dope – musiche (traccia 5), arrangiamenti (traccia 5)
- Chris LaRocca – testi (traccia 6), musiche (traccia 6)
- Jordan Cassius Kelman – testi (traccia 6)
- Kyle Wildfern – testi (traccia 6)
- Bryan Chong – testi (traccia 6), musiche (traccia 6)
- Herag Sanbalian – musiche (traccia 6)
- Wesley Feng – testi (traccia 7), musiche (traccia 7), arrangiamenti (traccia 7), direzione voci (traccia 7)
- Fletcher Milloy – testi (traccia 7), musiche (traccia 7), arrangiamenti (traccia 7), chitarra (traccia 7)
- Geoffrey Black – testi (traccia 7), musiche (traccia 7), arrangiamenti (traccia 7), chitarra (traccia 7), chitarra basso (traccia 7), sintetizzatore (traccia 7), batteria (traccia 7), registrazione (traccia 7)
- Timothy Tandiyo – testi (traccia 7), musiche (traccia 7), arrangiamenti (traccia 7), direzione voci (traccia 7), sintetizzatore (traccia 7), batteria (traccia 7), registrazione (traccia 7), editing digitale (traccia 7), missaggio (traccia 7)
- Distract – musiche (traccia 8), direzione voci (traccia 8), controcanto (traccia 8), direzione registrazione (traccia 8), editing digitale (traccia 8)
- 82oom (Papermaker) – musiche (traccia 8), arrangiamenti (traccia 8), batteria (traccia 8)
- Noah (Papermaker) – musiche (traccia 8), arrangiamenti (traccia 8), piano (traccia 8), chitarra (traccia 8)
- Wuk – musiche (traccia 9), arrangiamenti (traccia 9)
- Kwak Jung-sin – registrazione (tracce 1, 6), missaggio (traccia 7)
- Jung Mo-yeon – registrazione (tracce 1-2, 4-9), editing digitale (traccia 5)
- Kwon Nam-woo – mastering
- Isaac Han – direzione voci (traccia 2), produzione voci (traccia 2), editing digitale (traccia 2)
- Lee Kang-hyun – registrazione (tracce 2, 5, 7, 9), editing digitale (traccia 7)
- Lee Cheong-moo – missaggio (traccia 2)
- Min Sung-hwan – registrazione (traccia 3)
- MasterKey – missaggio (traccia 3)
- Shin Yong-sik – missaggio (traccia 4)
- Park Kyung-sun – missaggio (traccia 5)
- Gu Jong-pil – missaggio (traccia 8)
- Lee Kyung-won – editing digitale (traccia 9)

## Successo commerciale
Winter Heptagon ha debuttato al terzo posto della Circle Weekly Album Chart sudcoreana, vendendo poco più di 126 000 copie nel mese di uscita. Ha inoltre venduto 1 897 copie in Giappone, entrando in posizione 24 sulla classifica Oricon dei soli album fisici per la settimana 20–26 gennaio 2025.

## Classifiche
| Classifica (2025) | Posizione massima |
| ----------------- | ----------------- |
| Corea del Sud     | 3                 |